# Kościół katolicki obrządku koptyjskiego

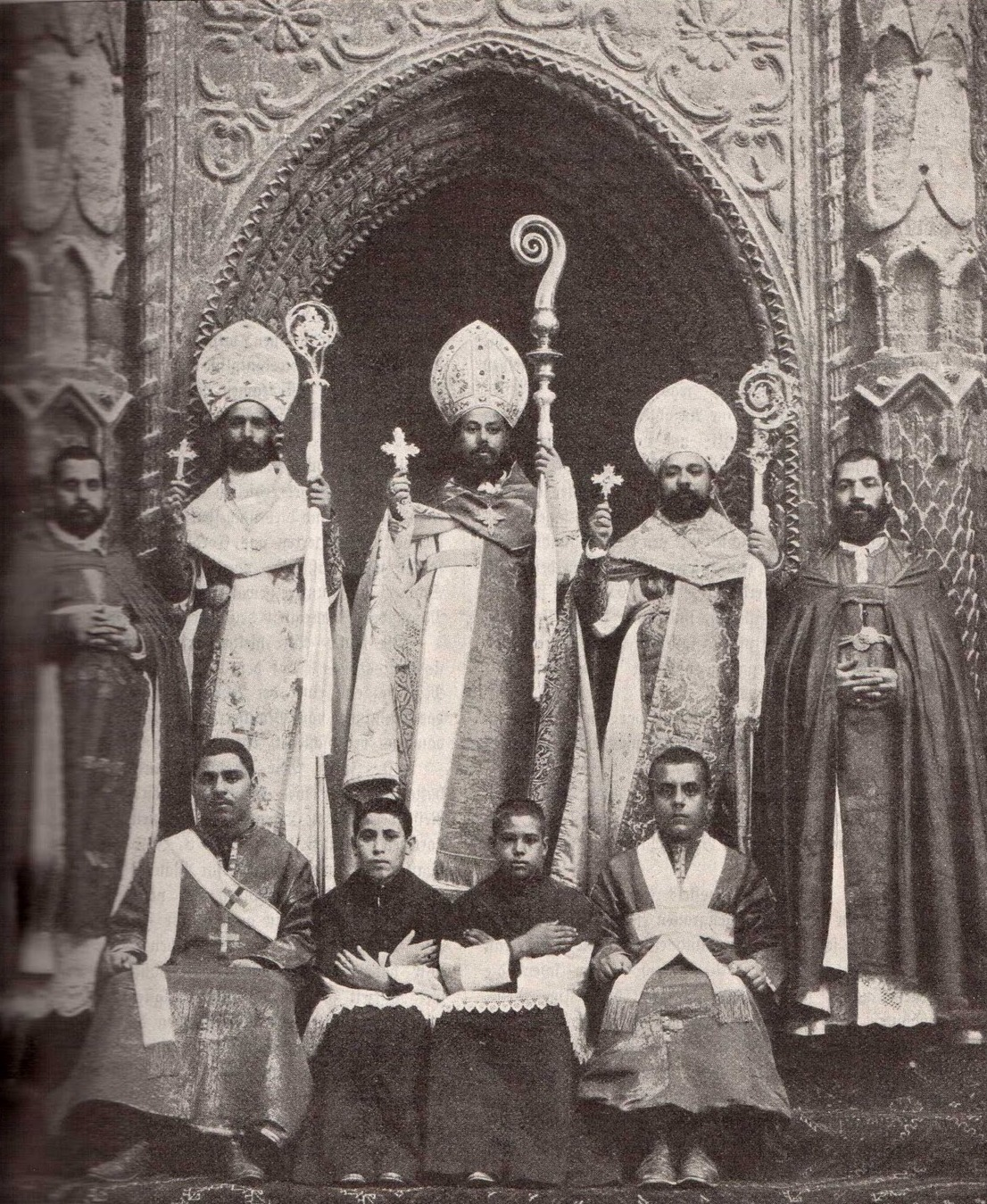
Biskupi koptyjskokatoliccy (ok.1900 r.)

Kościół katolicki obrządku koptyjskiego – jeden z katolickich Kościołów wschodnich, działający na obszarze Egiptu i wśród diaspory koptyjskiej. 

## Historia
Kościół katolicki obrządku koptyjskiego wyodrębnił się z Koptyjskiego Kościoła Ortodoksyjnego. Po założeniu (jak głosi tradycja – przez świętego Marka Apostoła) Kościoła w Egipcie, wspólnota chrześcijańska rozwijała się pod rządem patriarchów Aleksandrii, o pozycji formalnie równej patriarchom Rzymu, niekiedy nawet także zwanych papieżami. Wierni Kościoła egipskiego wytworzyli własny obrządek, odmienny zarówno od rzymskiego, jak i od bizantyjskiego. Kościół egipski wydał wielu wybitnych teologów, zasłużonych zwłaszcza w walce z herezją nestorianizmu. Do najwybitniejszych z nich należą Klemens Aleksandryjski i Orygenes. W Kościele egipskim narodził się chrześcijański monastycyzm, na początku w formie pustelnictwa. Z tym wiążą się imiona egipskich świętych Antoniego i Pachomiusza.
Po soborze w Chalcedonie w 451 r. w Kościele egipskim, podobnie jak w pozostałych patriarchatach Wschodu, nastąpił rozłam. Ówczesny patriarcha aleksandryjski Dioskur odrzucił wyznanie wiary uznające istnienie dwóch natur Jezusa Chrystusa, opowiadając się za monofizytyzmem. Swego patriarchę poparła przeważająca większość wiernych Egiptu. Jego zwolennicy nazwali się „prawowiernymi” (gr. orthodoxos, co akurat w tym przypadku nie znaczy, jak zazwyczaj, „prawosławni”), natomiast przeciwnicy – melchitami (aram.-gr. melchitoi „ludzie króla”), a później „katolikami” (gr. katholikos „powszechny”). Początkowo, mimo rozłamu wśród wiernych i hierarchii, nie pojawiła się druga linia patriarchów aleksandryjskich – patriarchowie pozostali głową zarówno jednego, jak i drugiego odłamu kościoła egipskiego, usiłując godzić zwaśnione strony. Godność tę sprawowali zarówno Koptowie, jak i melchici, coraz częściej zdarzało się jednak, że panowało dwóch patriarchów jednocześnie – koptyjski i melchicki. W następnych wiekach rozdział obu kościołów koptyjskich stał się ściślejszy – obie strony definitywnie uznały się nawzajem za heretyków i wzajemnie się zwalczały, wykorzystując jako instrument tych sporów Arabów, panujących w Egipcie od połowy VII wieku. Powstały dwie linie patriarchów Aleksandrii – monofizycka i melchicka.
Chalcedoński Kościół egipski przez kilka wieków pozostawał jednolity, zachowując łączność i z Rzymem i z Konstantynopolem, mimo że kulturowo egipscy melchici należeli do kręgu bizantyjskiego. Jednak po rozłamie wywołanym wielką schizmą wschodnią (1054) egipscy melchici, pozostający pod wpływem patriarchatu konstantynopolitańskiego, stopniowo porzucili łączność z Kościołem Rzymu, opowiadając się zdecydowanie za prawosławiem i stając się częścią cerkwi prawosławnej. Tylko garstka wiernych, pozbawiona niemal całkowicie hierarchii duchownej, pozostała w łączności z Rzymem. Do udzielania sakramentów sprowadzano księży z zewnątrz, głównie z Jerozolimy. Od XVIII wieku stałą opiekę duszpasterską nad egipskimi katolikami sprawowali franciszkanie.
Zarówno Rzym jak i Konstantynopol kilkakrotnie próbowały doprowadzić do unii wszystkich trzech Kościołów egipskich, pod własną obediencją. Ze strony Zachodu pierwszą próbą była unia florencka, zawarta 4 lutego 1443 na Soborze we Florencji, dotyczyła ona jednak tylko zjednoczenia Kościoła łacińskiego z Cerkwią. Mimo przychylnej postawy prawosławnego patriarchy Aleksandrii, wobec ostrego sprzeciwu duchowieństwa i wiernych jego patriarchatu, unia ta w Egipcie nie weszła w życie (podobnie zresztą, jak na pozostałych terenach Wschodu). Później, z inicjatywy Rzymu, próby unii katolicko-koptyjskiej podjęto na synodzie w Kairze w 1582 i jeszcze raz w 1814. Skończyły się one niepowodzeniem.
W 1741 papież Benedykt XIV ustanowił wikariat apostolski dla Koptów w Egipcie. Pierwszym wikariuszem został Atanazy, koptyjski biskup Jerozolimy. Listem apostolskim Christi Domini z 26 listopada 1895 papież Leon XIII przywrócił katolicki koptyjski patriarchat aleksandryjski, na pierwszego patriarchę naznaczając biskupa Cyryla Macaire. Obszar patriarchatu został podzielony na 3 diecezje: Teby (eparchia luksorska), Hermopolis Magna (eparchia Al-Minja) i patriarchalną, z siedzibą w Kairze (koptyjska eparchia Aleksandrii). W latach 1908–1947 patriarchatem zarządzali administratorzy apostolscy – najpierw Maksymos Sedfaui, potem Marek II Chuzam (Khouzam). Ten ostatni w 1947 został obrany na patriarchę i w 1948 intronizowany pod imieniem Marka II. Ten sam synod z części diecezji tebańskiej wydzielił czwartą diecezję – Asjut. Następnym patriarchą (1958–1986) był Stefan I Sidarus (Sidarouss), od 1965 kardynał, po którym nastąpił Stefan II Gattas. Po rezygnacji Gattasa w marcu 2006 patriarchą został Antoni Naguib.

## Współczesność
Dzisiejszy Katolicki kościół koptyjski liczy około 210 tysięcy wiernych, wśród których posługę pełni 175 księży niezakonnych i 40 zakonnych (franciszkanów). Patriarchat dzieli się na dziewięć diecezji: 
1. patriarsza eparchia aleksandryjska (Aleksandria)
2. eparchia asjucka (Asjut)
3. eparchia Gizy (Giza)
4. eparchia ismailijska (Ismailia)
5. eparchia luksorska (Luksor)
6. eparchia Al-Minja (Al-Minja)
7. eparchia Sauhadżu (Sauhadż)
8. eparchia Abu Kurkas (Abu Kurkas)
9. eparchia Al-Kusijja (Al-Kusijja).

Pojedyncze wspólnoty koptyjskich katolików poza Egiptem znajdują się w granicach administracyjnych diecezji innych obrządków katolickich, np. archidiecezji Los Angeles, diecezji brooklińskiej, diecezji Nashville, archidiecezji Sydney.